# Vick Ballard
Vick Ballard (Pascagoula, 16 luglio 1990) è un giocatore di football americano statunitense che gioca nel ruolo di running back per gli Indianapolis Colts della National Football League (NFL). Fu scelto dai Colts nel corso del quinto giro (170º assoluto) del Draft NFL 2012. Al college ha giocato a football a Mississippi State.

## Carriera professionistica

### Indianapolis Colts
Il 28 aprile 2012, Ballard fu scelto dai Colts nel corso del quinto giro (170º assoluto) del Draft 2012. Nella settimana 8, Ballard si mise in luce segnando il primo spettacolare touchdown su ricezione su un passaggio di Andrew Luck nei tempi supplementari che diede la vittoria ai Colts sui Tennessee Titans. Nelle due vittorie dei turni successivi, contro i Miami Dolphins Vick corse 60 yard mentre contro i Jacksonville Jaguars 48. Nella settimana 11 i Colts furono sconfitti nettamente dai New England Patriots con il rookie che guidò la squadra con 72 yard corse. Altre 105 yard Vick le corse nella settimana 15 contro gli Houston Texans.
Nell'ultimo turno di campionato, i Colts si vendicarono della sconfitta subita precedentemente con gli Houston Texans, concludendo con un record di 11-5. Ballard corse 78 yard e segnò un touchdown. La sua prima stagione regolare con 814 yard corse e 3 touchdown.
Nella prima gara di playoff in carriera, Ballard corse 91 yard ma i Colts furono eliminati dai Baltimore Ravens.
Dopo aver corso 63 yard nella prima gara della stagione 2013 vinta contro gli Oakland Raiders, Ballard si infortunò in allenamento rompendosi il legamento collaterale anteriore e perdendo tutto il resto della stagione 2013.

## Vittorie e premi
Nessuno

## Statistiche
| Partite totali      | 17  |
| Partite da titolare | 13  |
| Yard su corsa       | 877 |
| Touchdown su corsa  | 2   |

Statistiche aggiornate alla stagione 2013